# لوییس ریخو
لوییس ریخو (اسپانیایی: Luis Rijo‎; ۲۸ سپتامبر ۱۹۲۷ – ۸ مهٔ ۲۰۰۱) بازیکن فوتبال اهل اروگوئه بود.
وی به‌همراه تیم ملی فوتبال اروگوئه قهرمان جام جهانی فوتبال ۱۹۵۰ شده است. 